# Polizeiliche Beratungsstelle

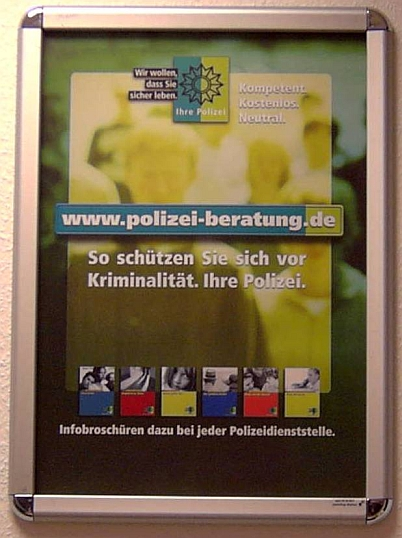
Informationsposter der Polizei

Polizeiliche Beratungsstellen (auch Beratungsstellen der Polizei bzw. Kriminalpolizeiliche Beratungsstellen genannt) sollen anfragende Bürger unter anderem über den Schutz gegen Einbruch und Diebstahl unterrichten.

## Geschichte

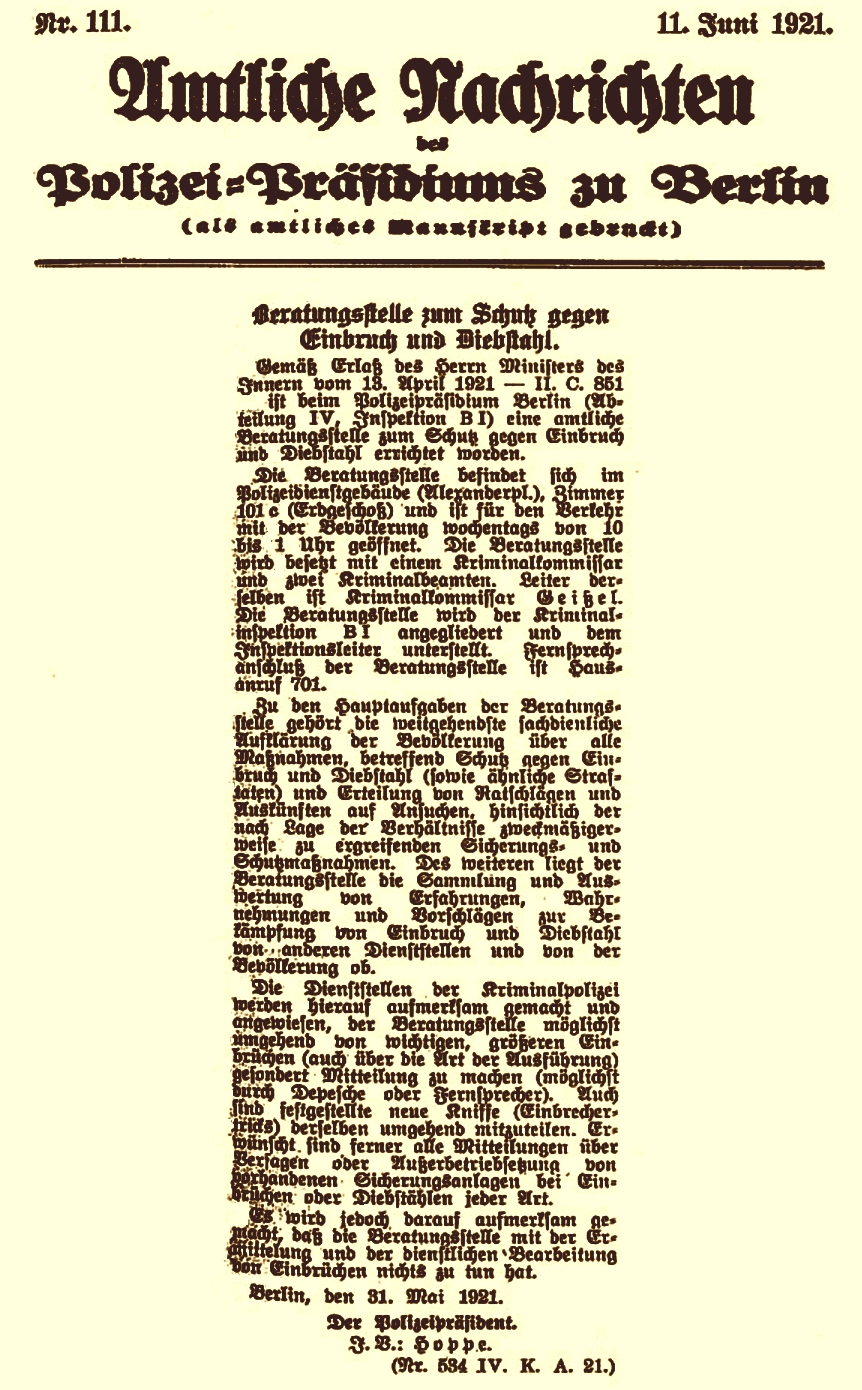
Amtliche Nachrichten, Einrichtung der ersten Beratungsstelle zum Schutz gegen Einbruch und Diebstahl

Am 13. April 1921 legte der Minister des Inneren per Erlass fest, dass beim Polizeipräsidium Berlin, Abteilung IV, Inspektion B1, eine amtliche Beratungsstelle zum Schutz gegen Einbruch und Diebstahl eingerichtet wurde. Die erste Polizeiliche Beratungsstelle in Deutschland befand sich in den Räumen des Polizeidienstgebäudes in Berlin am Alexanderplatz. Die Beratungsstelle war mit einem Kriminalkommissar und zwei Kriminalbeamten besetzt. Zu den Hauptaufgaben der Beratungsstelle gehörte die Aufklärung der Bevölkerung über Maßnahmen des Einbruchschutzes und des Schutzes gegen Diebstahl. In den folgenden Jahren öffneten in München und weiteren deutschen Städten amtliche Beratungsstellen der Polizei. Nach dem Zweiten Weltkrieg entstanden in Deutschland in den fünfziger Jahren wieder erste Kriminalpolizeiliche Beratungsstellen. In Nordrhein-Westfalen regelte ein Erlass des Innenministers vom 16. Juni 1952 die Wiedereinrichtung von Kriminalpolizeilichen Beratungsstellen in NRW.

## Organisation
In Deutschland gibt es 262 Polizeiliche Beratungsstellen, die meist einem Fachkommissariat Kriminalprävention angegliedert sind. Informationen über die nächstgelegene Polizeilichen Beratungsstelle bzw. deren Beratungsangebot erhält man bei jeder Polizeidienststelle. Die nächstgelegene Polizeiliche Beratungsstelle kann auch Online unter „Polizei-Beratung.de“ abgefragt werden.

## Auftrag

### Beratungsangebot
Der klassische Auftrag der Polizeilichen Beratungsstellen war und ist es, „… den Bürgern durch individuelle und objektive Beratung qualifizierte Hinweise zu geben, wie sie sich durch technische Sicherungen und richtiges Verhalten davor schützen können, Opfer von Straftaten zu werden.“
Die Beratungsstellen in Deutschland informieren heute über alle polizeilichen Themen. Neben der Einbruchschutzberatung (zur Sicherheitstechnik, Einbruchmelde- und Überfallmeldeanlagen, Videotechnik) umfasst das Beratungsangebot die Gewalt- und Drogenprävention, den polizeilichen Jugendschutz (Jugendkriminalität, Jugendmedienschutz, Kindesmisshandlung, Sexueller Missbrauch), das Waffenrecht, die Computer- und Internetkriminalität und weitere polizeiliche Themen (z. B. Raub, Eigentumsdelikte, Häusliche Gewalt, Stalking).
Die Beratungsstellen der Polizei orientieren sich bei der Beratung an dem Programm Polizeiliche Kriminalprävention der Länder und des Bundes. Dieses Programm hat das Ziel die Öffentlichkeit, die Presse und andere Institutionen, welche sich mit Prävention beschäftigen, über Mittel zur Verhütung und über Modus Operandi der Kriminalität zu informieren. Gemäß einem Rahmenkonzept unterstützt das polizeiliche Vorbeugungsprogramm unter anderem die Polizeilichen Beratungsstellen bei der persönlichen Beratung interessierte Personen durch die zur Verfügungsstellung von Fachbroschüren, Material und Medien.
Die Polizeilichen Beratungsstellen speziell werden in den Ausführungsbestimmungen zu § 36 WaffG (Aufbewahrung von Schusswaffen und Munition) im Vorgriff auf die AWaffV benannt.

### Broschüren und Online-Angebot
Informationsmaterial und Fachbroschüren des polizeilichen Vorbeugungsprogramms können kostenlos auf den Polizeilichen Beratungsstellen abgeholt werden. Viele Broschüren lassen sich von der Internet-Seite herunterladen.

### Rechtsgrundlage
Darüber hinaus sind einige Aufgaben der Polizeilichen Beratungsstellen in Deutschland in den bundesweit gültigen Polizeidienstvorschriften 100, 129 geregelt.